# Kitsuki
Kitsuki (japanska: 杵築市?, Kitsuki-shi) är en stad i Ōita prefektur i Japan. Staden fick stadsrättigheter 1955.